# Erik af Hällström
Erik Mikael af Hällström, född 11 januari 1897 i Ulvsby, död 21 februari 1951 i Helsingfors, var en finlandssvensk jurist. Han var (svenskspråkig) professor i civilrätt från år 1940.
af Hällström blev jur. dr 1931 på en avhandling Om villfarelse såsom divergens mellan vilja och förklaring vid rättshandlingar på förmögenhetsrättens område. 1933 blev han docent i civilrätt vid Helsingfors universitet och året därpå adjunkt i allmän lagfarenhet och civilrätt. 1936–1940 var han tf. professor i privaträtt med allmän statslära vid Åbo Akademi samt utnämndes 1940 till innehavare av den nya svenskspråkiga professuren i civilrätt i Helsingfors. 
af Hällström gjorde en bemärkt insats inom många olika sektorer av samhälls- och kulturlivet och var bland annat en central gestalt inom Svenska Finlands folkting. Han var vidare ordförande i Juridiska föreningen i Finland från 1941. 